# Néstor Reverol
Néstor Reverol est un militaire et homme politique vénézuélien né à Maracaibo le 28 octobre 1964. Il est le commandant en chef de la garde nationale du Venezuela depuis le 15 octobre 2012. En juin 2017, l'Assemblée nationale du Venezuela, avec plus des 3/5 des voix, le destitue de son portefeuille. Il a été ministre vénézuélien des Relations intérieures, de la Justice et de la Paix d'août 2016 au 25 octobre 2020, remplacé par Carmen Meléndez, date à laquelle il est nommé ministre l'Énergie électrique.

## Carrière militaire et politique
Ancien Major de la garde nationale du Venezuela[Quand ?] et ex-directeur de l'Office national anti-drogue (ONA), il a été vice-ministre de la Prévention et de la Sécurité citoyennes.

## Mises en cause
En décembre 2015, des procureurs américains s'apprêtent à divulguer les charges de narcotrafic qui pèsent sur le chef de la garde nationale ainsi que sur d'autres fonctionnaires vénézuéliens, dont l'ancien député chargé de l'agence anti-drogue Edylberto Molina, potentiellement impliqués dans le trafic de cocaïne. Néstor Reverol est mis en cause par un tribunal de Brooklyn à New York.